# Geografia Korei Południowej

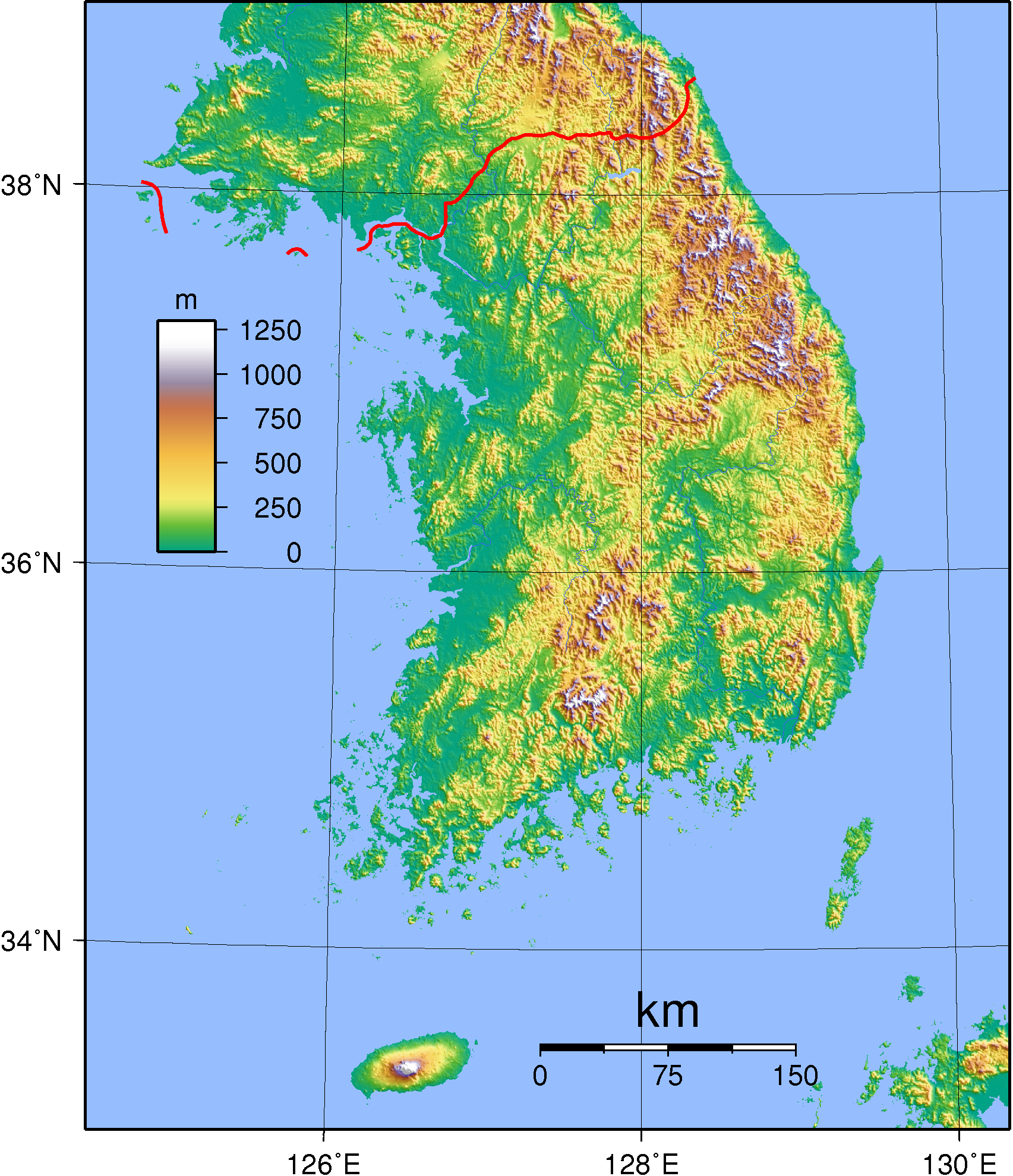
Mapa fizyczna Korei

Korea Południowa jest niewielkim państwem leżącym w Azji Wschodniej w południowej części Półwyspu Koreańskiego. Korea Południowa cechuje się łagodnym klimatem, górzystym krajobrazem i wielką kontrastowością gospodarki względem swojego północnego sąsiada. Kraj należy do państw wysoko rozwiniętych, jego gospodarka rozwija się w szybkim tempie.

## Powierzchnia i granice
Powierzchnia – 99 274 km²
Skrajne punkty – północny 38°40′N, południowy 34°20′N, zachodni 125°50′E, wschodni 129°20′E. Korea jest szeroka na około 250 km i długa na około 370 km.
Korea Południowa graniczy z następującymi państwami:
- Korea Północna – 238 km

Poprzez wody terytorialne:
- z Japonią od wschodu i od południa

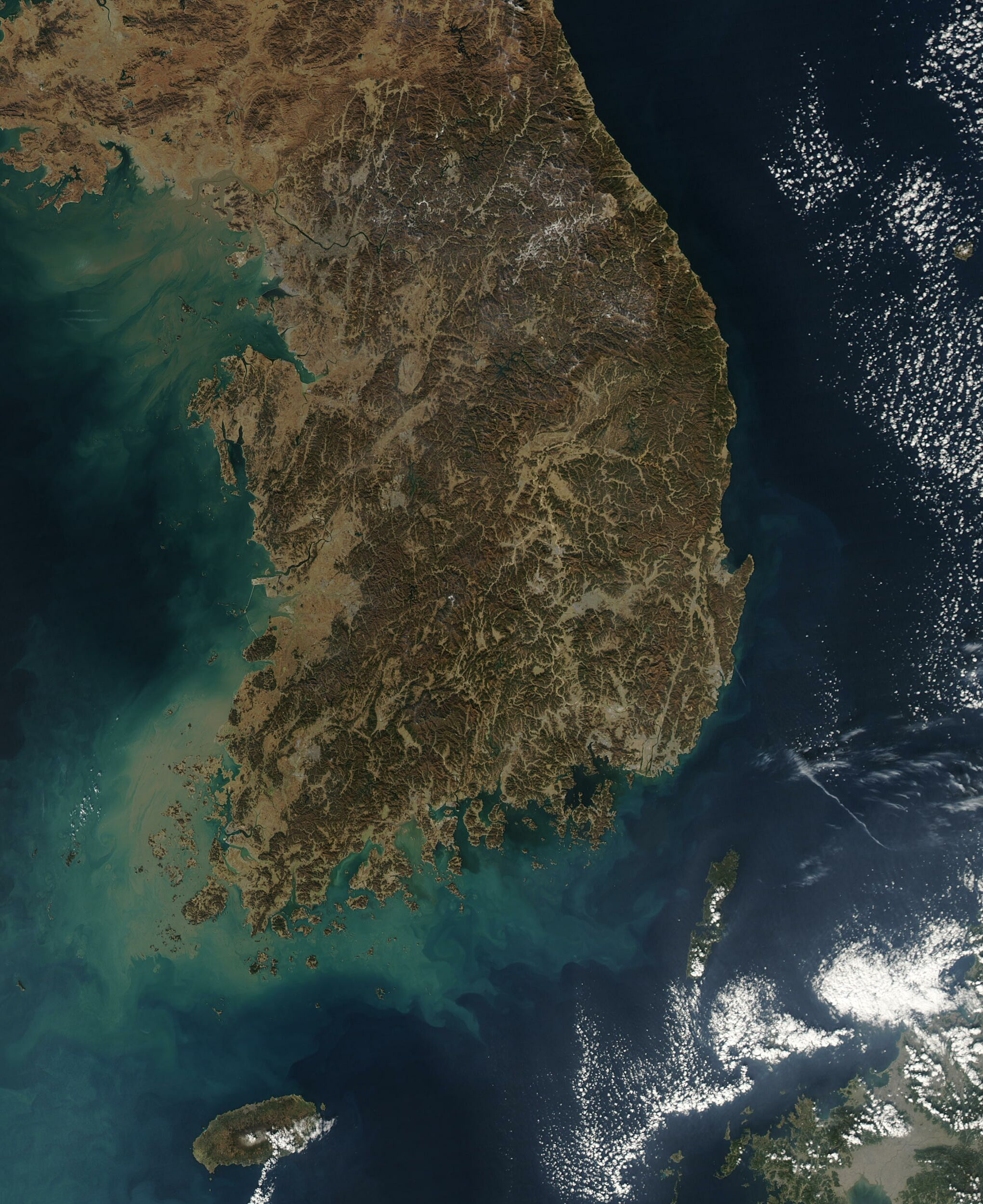
Mapa satelitarna Korei

- z Chinami od zachodu

Linia brzegowa – 2414 km

## Budowa geologiczna i rzeźba
Korea Południowa zajmuje południową część Półwyspu Koreańskiego. Od wschodu kraj ten oblewają wody Morza Japońskiego, od południa wody Morza Wschodniochińskiego, natomiast do zachodniego wybrzeża przylega Morze Żółte. Koreę od Japonii oddziela szeroka na około 250 km Cieśnina Koreańska. Wschodnie wybrzeże kraju jest wysokie i wyrównane, gdzie jedyną większą zatoką jest zatoka Yŏngil-man. Wybrzeże południowe i zachodnie jest riasowe i posiada liczne zatoki, m.in. Chinhae-man, Kwangyang-man, Posŏng-man czy też Asan-man. Leżą tam też liczne półwyspy jak Yŏsu Pando czy T'aean Pando. Ponadto wzdłuż południowego i zachodniego wybrzeża ciągną się liczne przybrzeżne wyspy. Największe z nich to Namhae-do na południu i Anmyŏn-do na zachodzie.
Podłożem geologicznym Półwyspu Koreańskiego, czyli też północnego sąsiada jest północno-wschodnia część platformy chińskiej. Na skład tego utworu składają się gnejsy, łupki i marmury. Miejscami tereny te przykryte są utworami paleozoicznymi. W czasie mezozoiku i trzeciorzędu, nastąpiły ruchy górotwórcze, które wypiętrzyły wschodnią część kraju, tworząc Góry Wschodniokoreańskie. Masyw ten jest zbudowany z pochodzących z prekambru skał metamorficznych, głównie łupków, a także granitów.
Korea jest krajem górzysto-wyżynnym, gdzie 70% obszarów tego kraju stanowią góry. Wzdłuż północnej części Morza Japońskiego ciągną się wyżej wspomniane Góry Wschodniokoreańskie (pasmo T’aebaek). Góry posiadają urozmaiconą rzeźbę, a najwyższym ich szczytem jest Kyebang-san wysoki na 1577 m n.p.m. Ku południu Góry Wschodniokoreańskie rozdzielają się na pasma Gyeongsang i Sobaek. Pasma te zwane są także Górami Południowokoreańskimi. Znajduje się tam najwyższy szczyt kraju (kontynentalna część Korei) Cziri-san o wysokości 1915 m n.p.m. Pomiędzy tymi dwoma pasmami ciągnie się szeroka dolina rzeki Naktongan. Od głównego grzbietu Gór Wschodniokoreańskich odchodzą ku zachodowi niższe pasma gór: Kwangju i Ch'aryŏng. Góry w Korei dzielą się na pasma, które rozdzielają doliny rzeczne pochodzenia tektoniczno-erozyjnego. Lokalnie rzeźbę gór uzupełniają formy krasowe. Wzdłuż zachodniego i południowego wybrzeża ciągnie się pas aluwialnych nizin, gdzie na ich obszarze znajdują się izolowane wzniesienia do wysokości około 700 do 800 m n.p.m. Na południe od Korei mniej więcej w odległości 100 km leży wyspa Czedzu. Wyspa ta jest górzystą formacją pochodzenia wulkanicznego, gdzie znajduje się najwyższy szczyt całej Korei Południowej – wulkan Halla-san o wysokości 1950 m n.p.m.

## Klimat

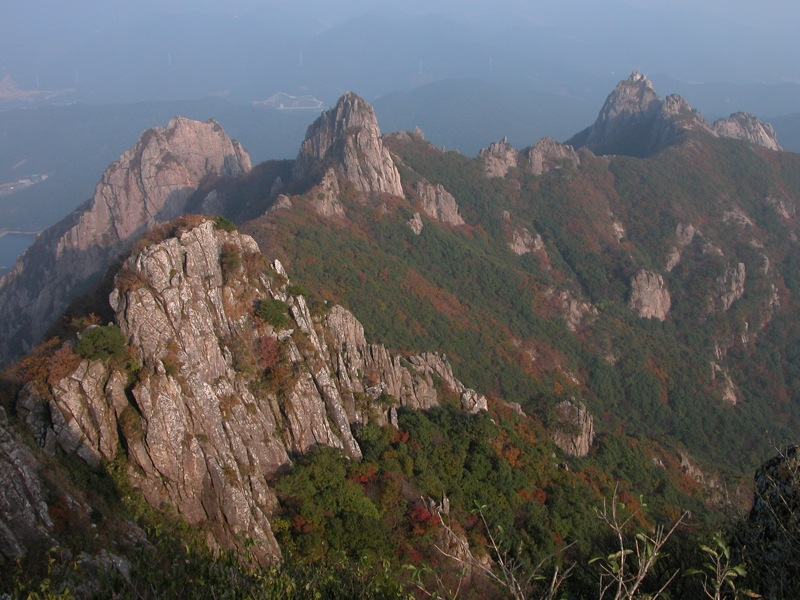
Górzysty krajobraz kraju

Korea Południowa leży na przecięciu dwóch stref klimatycznych. Na większości powierzchni kraju panuje klimat umiarkowany ciepły, natomiast południowe krańce w tym wybrzeże, leżą pod wpływem klimatu podzwrotnikowego morskiego. Ogólnie klimat tego kraju posiada odmianę monsunową. Oznacza to, że na pogodę w Korei mają wpływ sezonowe wiatry – monsuny, charakterystyczne dla wielu regionów Azji.
Temperatury w kraju są na ogół łagodne, zwłaszcza w strefie nadbrzeżnej, gdzie na południowych krańcach kraju, aurę kształtuje ciepły Prąd Cuszimski. Temperatury są regionalnie zróżnicowane. Najzimniejszy jest styczeń, gdzie w Seulu na północy kraju temperatura średnia wynosi –4 °C, natomiast południowe regiony kraju cechują się temperaturami rzędu od 2 do 4 °C. Na wyspie Cheju wartości zimowe osiągają 6 °C. Jedynie tereny górskie są bardziej surowe, gdzie przyczyną jest wysokość nad poziomem morza. Latem, gdzie najcieplejszym miesiącem jest lipiec, temperatury są dość wyrównane. Północe regiony kraju reprezentują wartości około 23 °C, na południu zaś około 27 °C. W górach jest nieco chłodniej.
Korea Południowa jest krajem wilgotnym, gdzie notuje się duże ilości opadów, z tym że są to opady rozłożone dość nierównomiernie w ciągu roku. Maksimum przypada na okres letni, co wiąże się z wilgotnym monsunem wiejącym znad Oceanu Spokojnego. Zimą opady są dość niskie, jednak w kraju nie występuje zjawisko pory suchej. Średnie wartości opadowe wynoszą od 1250 mm na północy do 1300 mm na południu. W górach zaś ilości opadów są wyższe maksymalnie do 1500 mm rocznie. Zimą w górach pada śnieg, który także sporadycznie jest notowany na nizinach. Na samym południu kraju śnieg w zasadzie nie pada. Pod koniec monsunu letniego wschodnie i południowe wybrzeże kraju jest nawiedzane przez niszczycielskie tajfuny. Okres tych zjawisk ma miejsce we wrześniu i w październiku, tuż przed nadejściem monsunu zimowego.

## Wody
Sieć rzeczna Korei należy do zlewiska Oceanu Spokojnego, rzeki wypływają z Gór Wschodniokoreańskich i te które płyną na zachód uchodzą do Morza Żółtego, zaś te które płyną na południe kończą swój bieg w akwenie Cieśniny Koreańskiej. Sieć rzeczna jest gęsta, jednak rzeki są krótkie, pełne progów, bystrzy i wodospadów. W całym niemal swym biegu zachowują charakter górski, co oznacza, że żadna z rzek nie jest żeglowna. Ze względu na fakt istnienia cyrkulacji monsunowej, rzeki cechują się zmiennością swych wodostanów. W okresie letnim do częstych zjawisk należą lokalne powodzie.
Główna rzeka kraju to Naktong-gang (długość 512 km) uchodzi do Cieśniny Koreańskiej, kolejną ważną rzeką jest Han-gang (długość 488 km), która uchodzi do Morza Żółtego. W kraju nie ma większych jezior naturalnych. W górach zbudowano wiele sztucznych zbiorników m.in. P'aro-ho na rzece Pukhan-gang, rzeka ta jest dopływem rzeki Namhan-gang uchodzącej do Morza Żółtego.

## Gleby
Gleby są na ogół żyzne. Na północy dominują gleby brunatne – kambisole, w górach występują kambisole górskie. Południowe krańce Korei są pokryte kwaśnymi glebami ferralitowymi o czerwonej barwie, a dolinach rzek występują żyzne fluwisole. Część gleb na wybrzeżu zachodnim jest silnie zasolona.

## Flora
Szata roślinna w Korei jest bardzo bogata, a co ważne dobrze zachowana, czego faktem jest to, że dwie trzecie kraju pokrywają lasy. Tereny leśne koncentrują się głównie w górach. Na północy kraju rosną lasy mieszane, gdzie drzewa zrzucają liście na zimę. W lasach tych rosną dęby mongolskie, kasztany japońskie, lipy amurskie i jesiony chińskie. W wyższych partiach gór lasy te przechodzą w lasy iglaste, gdzie powszechnym gatunkiem jest sosna koreańska. Na południu kraju rosną lasy zimozielone, czyli takie których drzewa nie zrzucają liści w porze zimowej. W lasach tych rosną wiecznie zielone dęby, natomiast w wysokich partiach południowej części gór rośnie tajga jodłowa. Lasy południowej Korei to lasy podzwrotnikowe z bambusami i kamelią. Tak sama formacja roślinna występuje także na wyspie Cheju.

## Fauna
Świat zwierząt typowy dla Regionu Mandżurskiego Palearktyki. Fauna w Korei jest znacznie przetrzebiona z powodu wzrostu zaludnienia i niekontrolowanych polowań. Dużych ssaków jest niewiele. Rzadkim gatunkiem jest niedźwiedź himalajski i syberyjski podgatunek tygrysa. Z roślinożernych występują jelenie wschodnie i piżmowce syberyjskie. Z ptaków licznie reprezentowana jest rodzina bażantów. W przypadku płazów interesującym przedstawicielem jest salamandra olbrzymia.
Terenów chronionych jest niewiele. Łącznie zajmują one zaledwie 2,6% powierzchni kraju. Do najbardziej znanych parków narodowych należą: Seorak-san, leżący w północnej części Gór Wschodniokoreańskich i Halla-san na wyspie Czedżu.